# 오바촌 (이시카와현)
오바촌(大場村)은 이시카와현 가호쿠군에 설치되었던 촌이다.